# Jahrsdorferhaus

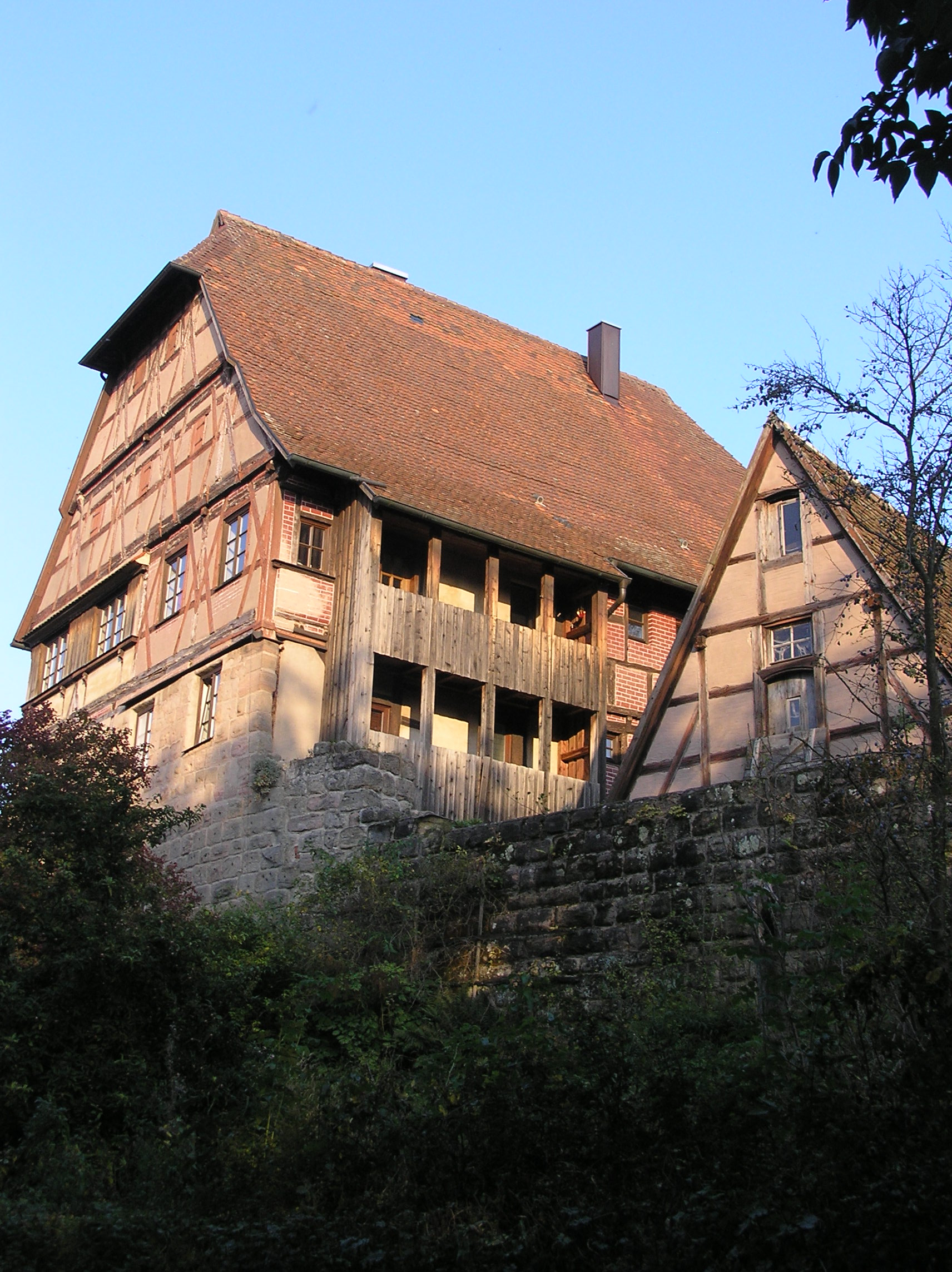
Jahrsdorferhaus in Hilpoltstein

Das Jahrsdorferhaus in Hilpoltstein, einer Gemeinde im mittelfränkischen Landkreis Roth in Bayern, wurde 1523 errichtet. Der ehemalige Adelssitz, auch als Ansitz bezeichnet, an der Johann-Friedrich-Straße 13 ist ein geschütztes Baudenkmal.
Der dreigeschossige Schopfwalmdachbau mit Sandsteinerdgeschoss und Fachwerkobergeschossen mit Ziegelausfachung und vorkragenden Giebelgeschossen ruht auf der Stadtmauer.